# 琼湖街道
琼湖街道，是中华人民共和国湖南省益阳市沅江市下辖的一个乡镇级行政单位。

## 行政区划
琼湖街道下辖以下地区：
韩家汊社区、王家亭社区、山巷口社区、新兴社区、新和社区、百乐社区、杨泗桥社区、金田社区、新建社区、太白社区、五岛社区、和平社区、义和社区、庆云山社区、书院社区、凌云塔社区、湘北社区、加禾社区、共和社区、榨南湖村、保民村、九只树村、万子湖村、小河咀村、管竹山村、莲花岛村和彭湖村。